# Sante Scaldaferri
Sante Scaldaferri (Salvador, 1928 - 15 de maio de 2016) foi um artista plástico, ator e cenógrafo brasileiro.

## Biografia
Sante nasceu na capital baiana, tendo já na década de 1940 participado de movimentos culturais, como a editoração da revista intitulada "MAPA", embora sua formação artística somente tenha começado na década de 1950, formando-se na Escola de Belas Artes da Universidade Federal da Bahia, em 1957. Foi aprendiz de Mário Cravo Júnior. Neste mesmo ano ingressou na Escola de Teatro da UFBA, estudando cenografia com  Gianni Ratto.
Ainda nos anos 1950 participa das iniciativas pioneiras de Gláuber Rocha, colaborando com o Cinema Novo como cenógrafo e ator.
Quando a implantação do Museu de Arte Moderna da Bahia, no Solar do Unhão, foi assistente da arquiteta Lina Bo Bardi (de 1958 a 64), lecionando ainda nesta mesma instituição educação artística para crianças.
No magistério e como coordenador de programas sociais o artista teve papel primacial nos anos 1970. Num velho casarão do Pelourinho, muito antes de ali se tornar um centro voltado para o turismo, capitaneou uma iniciativa patrocinada pelo SESI, ministrando cursos para jovens carentes e crianças que tinham algum talento artístico, reunindo jovens talentos e professores dedicados ao ensino também de técnicas artesãs. Esta experiência foi, também, levada para a comunidade de Alagados, no Colégio Simões Filho.

## Cargos e homenagens
Scaldaferri atuou como membro do júri do "I Salão do MAM-Bahia de Artes Plásticas" (1994); do "Salão Regional de Itaparica" (1997) e do "VIII Salão do MAM-Bahia de Artes Plásticas" (2001).
Integrou o Conselho Estadual de Cultura da Bahia, além de ter sido membro de um programa de incentivo cultural.
Em Sessão da Câmara dos Deputados de 19 de janeiro de 1994, foi homenageado pelo então deputado Haroldo Lima. Intitulada "Terra de artistas, terra de Sante", a preleção do parlamentar enaltece a figura do artista baiano, um dos mais destacados em sua área, no estado: "Sante é um artista requintado e original em sua técnica. Mas é um artista do povo. Sua arte nos brinda com a beleza forte da simplicidade e da verdade, a começar pelo objeto de seus quadros, o cotidiano da vida, as alegrias, tristezas, orgulho, prepotência, esperança e fé, que caminham junto com a humanidade". Em seu livro Sem Meias Palavras Lima ainda ressalta que "As telas de Sante Scaldaferri apresentam figuras que são, ao mesmo tempo, grotescas e plasticamente belas, e exprimem ainda, com lirismo, a visão rude e jocosa que o povo simples tem sobre as elites dominantes".
Faleceu aos oitenta e oito anos de idade, de falência renal, e foi sepultado no dia seguinte ao óbito no Cemitério do Campo Santo, em Salvador.

## Filmografia
Além da cenografia junto a Gláuber, foi Scaldaferri ator nos seguintes filmes:
- A Grande Feira, de 1961[10]
- O Dragão da Maldade contra o Santo Guerreiro, 1969.[11]

Participou, ainda:
- Tenda dos Milagres, de Nelson Pereira dos Santos, 1977 (creditado como "Santiscalda Ferri")[12]
- O Cinema Foi à Feira, de Paulo Hermida (2017)[10]

### Sobre
Scaldaferri foi objeto de dois filmes documentários:
- Sante Scaldaferri – A Dramaturgia dos Sertões, dirigido por Walter Lima e fotografia de Mario Cravo Neto (2000).
- Sante Scaldaferri: Erudito e Popular, dirigido por Maria Ester Rabello (2001).

## Principais mostras de pintura
Teve em 1977 publicado o primeiro catálogo sobre sua obra, intitulado "A Cultura Popular na Arte de Sante Scaldaferri"; ao completar trinta anos na carreira de pintor, em 1988, um outro catálogo foi feito com toda sua obra.
Dentre muitas outras mostras, individuais e coletivas, participou Scaldaferri:
Individuais
- Galeria da Escola de Belas Artes - Salvador - 1957
- Galeria Domus - Salvador - 1958
- Museu de Arte Moderna - Salvador - 1961
- Galeria Goeldi - Rio de Janeiro - 1965
- Galeria Atrium - São Paulo - 1966; 1967
- Galeria Voltaico - Rio de Janeiro - 1969
- Palácio Buriti - Brasília - 1978
- Galeria Genaro de Carvalho - Salvador - 1981
- Museu de Arte da Universidade Federal - Fortaleza - 1982
- Galeria do Centro Cultural Cândido Mendes - Rio de Janeiro - 1983
- Brasil Inter Art Galerie - Paris, França. 1989
- Civica Galeria D'Arte Città di Portofino - Portofino, Itália. 1989
- Gaymu Inter Art Galerie - Paris, França. 1992
- Ethinic Modern Art - Genebra, Suíça. 1992

Coletivas
- "I Salão Pan-Americano de Arte Moderna", Instituto de Belas Artes - Porto Alegre - 1958
- "VIII Salão Nacional de Arte Moderna", Ministério da Educação e Cultura - Rio de Janeiro - 1959
- "Prêmio Probel de Pintura", Museu de Arte Moderna - São Paulo - 1960
- "Coletiva de Inauguração", Galeria Goeldi - Rio de Janeiro - 1964
- "Grandes da Bahia", Galeria Irlandini - Rio de Janeiro - 1969
- "Artistas da Bahia", Galeria Guignard - Belo Horizonte - 1972
- "Artistas Plásticos da Bahia", Dakar, Senegal - 1980
- "5ª Exposição de Arte Brasil-Japão", Brasil e Japão (itinerante) - 1981
- "Five Contemporary Bahian Artist", Kouros Gallery - New York - 1983
- "Encontro Inter Caribe d'Artes Plastic" - Caiena - 1985
- "Exposicion Afro-Bahia", Galeria 2000 - São José, Costa Rica - 1985
- "Afro-Bahia", Galeria Biel - Tunis - 1988
- "The 4th International Contemporary Art Fair", London Olimpia - Londres - 1989
- "II Bienal Internacional de Pintura", Moseo de Arte Moderno - Cuenca, Equador - 1989
- "Pintura Contemporânea do Brasil", Casa Rômulo Gallegos - Caracas - 1990
- "Artefiera 91, Mostra Mercato D'Arte Contemporânea" - Bologna - 1991
- "Petit Formats", Gaymu Inter Art Galerie - Paris - 1991
- "Europ'Art Salon International des Galeries Art Actuel" - Genebra - 1992
- "China Art Expo 94" - Quangzhou - 1994
- "Além da Tapobrana - A Figura Humana nas Artes Plásticas dos Países de Língua Portuguesa", Associação de Belas Artes - Lisboa - 1994
- "BA&BA - Artistas da Bahia e de Buenos Aires" - Museu de Arte Moderna da Bahia, Salvador- BA e Museu Benito Quinquela Martin, Buenos Aires - 2005